# Gein (metrostation)

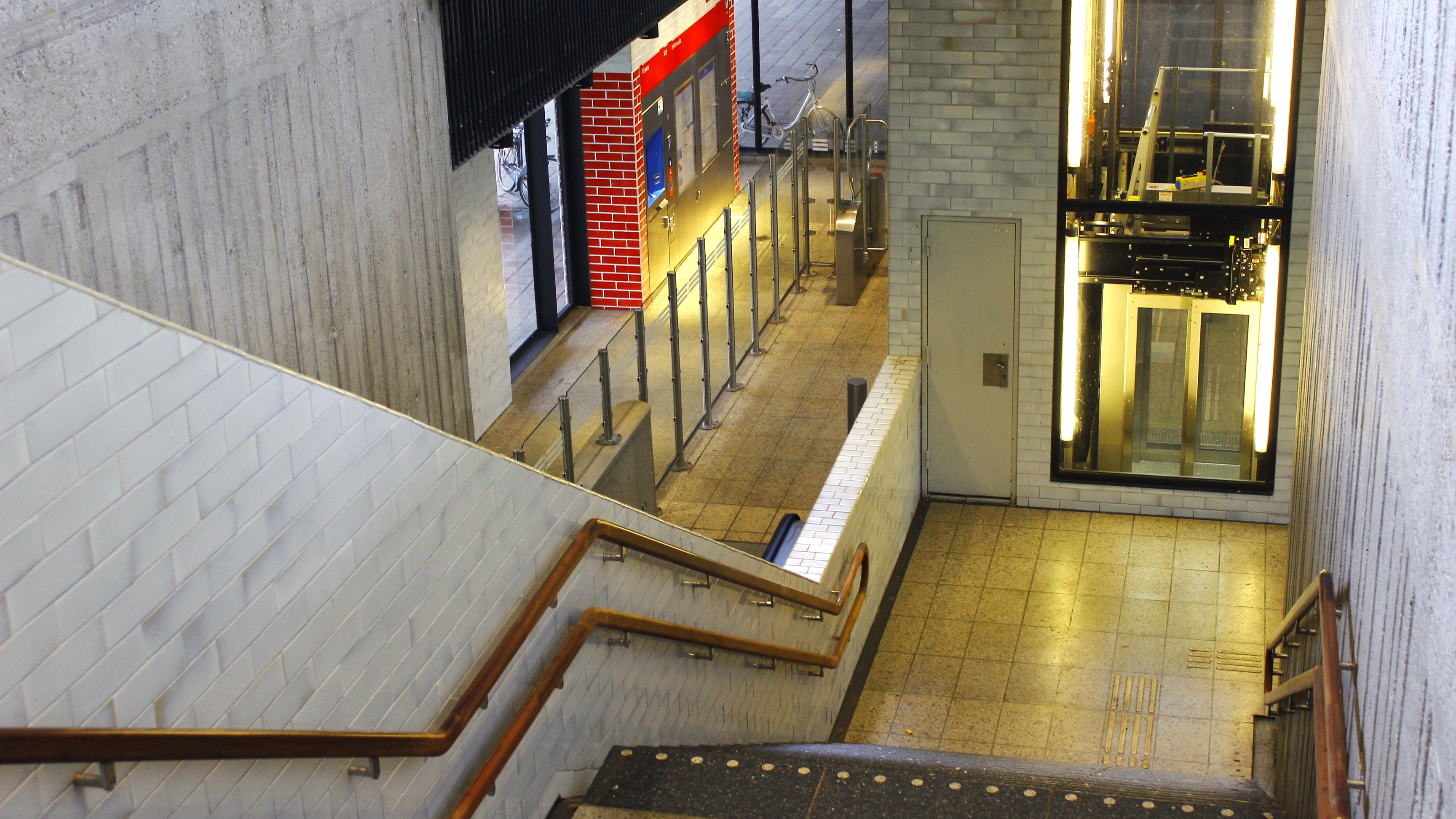
Een van de ingangen

Gein is een station van de Amsterdamse metro, gelegen in de gelijknamige wijk in het stadsdeel Amsterdam-Zuidoost. Het station was al in 1975 in ruwbouw gereed en lag zeven jaar in het niemandsland in een kale vlakte.
Het bovengrondse metrostation opende op 27 augustus 1982 als zuidoostelijk eindpunt van Geinlijn 54; sinds 28 mei 1997 wordt station Gein ook bediend door Ringlijn 50, die hier zijn tracé met lijn 54 deelt.
De naam Gein verwijst naar het gelijknamige riviertje dat tussen Abcoude en de Gaasp stroomt.
Het metrostation ligt op de Wageningenmetrobrug (brug 1629) boven de Wageningendreef en heeft een eilandperron. Het station kent twee uitgangen. Aan de zijde van de westelijke uitgang bevindt zich het gelijknamige winkelcentrum. In de oostelijke stationshal hangt een van de twee herinneringsplaquettes voor de Betonprijs, die in 1981 aan de gehele architectuur en infrastructuur van de Oostlijn werd toegekend. Voorbij het station ligt een opstelterrein met vier sporen.
Op 15 januari 1983 brandde de helft van een metrostel van de Geinlijn door brandstichting volledig uit waarbij ook het houten dak op het viaduct voor een deel werd verwoest en moest worden herbouwd.
Isolatorweg ·
Station Sloterdijk (NS) ·
De Vlugtlaan ·
Jan van Galenstraat ·
Postjesweg ·
Station Lelylaan (NS) ·
Heemstedestraat ·
Henk Sneevlietweg ·
Amstelveenseweg ·
Station Zuid (NS) ·
Station RAI (NS) ·
Overamstel ·
Van der Madeweg ·
Station Duivendrecht (NS) ·
Strandvliet ·
Station Bijlmer ArenA (NS) ·
Bullewijk ·
Holendrecht (NS) ·
Reigersbos ·
Gein
Centraal Station (NS) ·
Nieuwmarkt ·
Waterlooplein ·
Weesperplein ·
Wibautstraat ·
Amstelstation (NS) ·
Spaklerweg ·
Van der Madeweg ·
Station Duivendrecht (NS) ·
Strandvliet ·
Station Bijlmer ArenA (NS) ·
Bullewijk ·
Holendrecht (NS) ·
Reigersbos ·
Gein